# Avelãs de Ambom e Rocamondo
Avelãs de Ambom e Rocamondo (oficialmente: União de Freguesias de Avelãs de Ambom e Rocamondo) é uma freguesia portuguesa do município de Guarda, com 13,34 km² de área e 154 habitantes (censo de 2021). A sua densidade populacional é 11,5 hab./km².

## História
Foi criada aquando da reorganização administrativa de 2012/2013, resultando da agregação das antigas freguesias de Avelãs de Ambom e Rocamondo, que é a sede. Rocamondo tem como anexos os lugares do Apeadeiro do Sobral e de Rocamondo.

## Demografia
A população registada nos censos foi:
| Distribuição da População por Grupos Etários | Distribuição da População por Grupos Etários | Distribuição da População por Grupos Etários | Distribuição da População por Grupos Etários | Distribuição da População por Grupos Etários | Distribuição da População por Grupos Etários |
| -------------------------------------------- | -------------------------------------------- | -------------------------------------------- | -------------------------------------------- | -------------------------------------------- | -------------------------------------------- |
| Antes da agregação                           |                                              |                                              |                                              |                                              |                                              |
| Ano                                          | 0-14 anos                                    | 15-24 anos                                   | 25-64 anos                                   | >= 65 anos                                   | Total                                        |
| 2001                                         | 30                                           | 33                                           | 66                                           | 72                                           | 201                                          |
| 2011                                         | 22                                           | 14                                           | 71                                           | 51                                           | 158                                          |
| Após a agregação                             |                                              |                                              |                                              |                                              |                                              |
| Ano                                          | 0-14 anos                                    | 15-24 anos                                   | 25-64 anos                                   | >= 65 anos                                   | Total                                        |
| 2021                                         | 18                                           | 15                                           | 82                                           | 39                                           | 154                                          |